# Ecco Fra le Tempeste e i fieri Venti
Ecco Fra le Tempeste e i fieri Venti est l'incipit du chant que le poète italien du Tasse a composé pour être donné en offrande à la Sainte Maison de Lorette.

## Contexte
Torquato Tasso a exprimé à plusieurs reprises le désir de pouvoir se rendre en pèlerinage à Lorette durant sa période de maladie mentale afin d'obtenir 
« quella medicina a la mia infermità, che non penso che da alcun altro possa essermi data »
— Torquato Tasso, 

« ce remède à mon infirmité, que je ne pense pas que quiconque puisse me donner. »
— 
.
Il s'y rendit à la fin de son séjour dans l'hôpital d'aliénés Sainte Anne de Ferrare.
Dans son trajet qui le conduisait de Mantoue à Rome, le 31 octobre 1587, Le Tasse prit la route de Lorette. À cheval, avec une valise, il accomplissait là un voeu qu'il avait fait auparavant à la Vierge Marie alors qu'il était tombé gravement malade. Après quoi, il se rendit à Assise sur les traces de saint François.
Le Tasse, trop misérable pour y déposer un ex-voto (comme le fit par exemple Montaigne quelques années plus tôt) choisit de composer pour la Madone de Lorette un chant d'action de grâce.

« C’était pourtant ainsi que je semais l’or, que j’étais ambassadeur, hébergé en toute pompe chez le gouverneur de Lorette, dans cette même ville où le Tasse était logé dans un mauvais bouge et où, faute d’un peu d’argent, il ne pouvait continuer sa route. Il paya sa dette à Notre-Dame de Lorette par sa canzone : Ecco fra le tempeste e i fieri venti (…) je ne me pardonnerai jamais, à moi chétif enfant des muses, d’avoir été si puissant et si heureux, là où le chantre de la Jérusalem avait été si faible et si misérable ! Torquato, ne me prends pas dans ce moment extraordinaire de mes inconstantes prospérités ; la richesse n’est pas mon habitude... »

— Chateaubriand, Les Mémoires d'outre-tombe.

## Texte original
A la Beatissima Vergine di Loreto.
Ecco, fra le tempeste e i fieri venti / Di questo grande e spazioso mare, / O santa Stella , il tuo splendor m’ha scorto, /Che illustra e scalda pur l’umane menti, / Ove il tuo lume scintillando appare, / E porge al dubbio cor dolce conforto / In terribil procella ov’altri è morto, / E dimostra co’ raggi I securi viaggi, / E questo lido e quello, e ‘l polo e ‘l porto / Della vita mortal ch’a pena varca, / Anzi sovente affonda.
In mezzo l’onda alma gravosa e carca / il tuo splendor m’affida, o chiara Stella; / Stella, onde nacque la serena luce; /Luce di non creato e sommo Sole; / Sol che non seppe occaso, e me rappella / teco da’ lunghi errori, e mi conduce / all’ alta rupe ov’in marmorea mole / l’umil tua casa il mondo onora e cole. / Grave di colpe e d’onte, / già veggio il sacro monte, / talchè del peso ancor l’alma si dole, / e sotto doppio incarco è tarda e lenta , / nè contra il cielo imporre / superba torre a’ poggi ardisce o tenta.
Quanti diversi monti, e quale altezza / di saper vano e di possanza inferma / doglion pur invaghir i folli e gli empi! / Anima vaga, al precipizio avvezza / angelico ed umano, or ti conferma / con questi più sicuri e santi esempi ; / qui va piangendo i tuoi passati tempi, / quando con fragil possa / pensavi Olimpo ed Ossa , / e di lagrime pie lo cor adempi: / di virtute in virtù sublime ed alta / più che di colle in colle / via qui n’estolle, e l’umiltà n’esalta.
Qui gli Angeli innalzaro il santo albergo / Che già Maria col santo Figlio accolse, / e ‘l portar sovra i nembi e sovra l’acque. / Miracol grande! a cui sollevo ed ergo / la mente, ch’altro obbietto a terra volse, / mentre da’ suoi pensier oppressa giacque. / Questo è quel monte ch’onorar ti piacque / Delle tue sante mura, / Vergine casta e pura / anzi il tuo parto, e poscia, e quando ei nacque, / Perché Atlante gl’invidi, avendo a scorno / suoi favolosi pregi, / del Re de’ regi e tuo l’umil soggiorno. / O voi, ch’in altra età le piagge apriche / e i più gelidi monti e i salsi lidi / peregrini cercaste, e ‘l mar profondo, / colossi ed altre maraviglie antiche / onde la fama avrà perpetui gridi, / sepolcri e mura allor non ebbe il mondo, / né miracolo primo, ovver secondo / A questo ch’io rimiro. / Parte fra me sospiro, / e di lagrime appena il viso inondo. / quelle fur d’ uom superbo, opre son queste, / ov’io fisso le ciglia / per maraviglia, / d’umiltà celeste.
Felici monti, onde la viva pietra / sì rozza fu recisa, e questi ancora / ov’il marmo di fuor la cinge e copre, / perché tal grazia ella dal Cielo impetra, / anzi da lei, che tutto il Cielo onora, / mentre la sua pietà rivela e scopre, / c’han via men pregio i magisteri e l’opre / di Fidia, o di chi mova / la mano ardita a prova, / e, dando vita al sasso, il ferro adopre; / e felice il color, lo stile e l’arte / del beato pittore / ch’umilia il core e move interna parte.
E tragge a rimirar la santa imago / dall’estremo Occidente a stuolo a stuolo / peregrinando con tranquilla oliva / quei che dianzi bevean l’Ibero e ‘l Tago, / e da’ regni soggetti al freddo polo / di là dall’ Istro, e da più algente riva: / e mille voti alla celeste Diva , / che scaccia i nostri mali, / solvon gli egri mortali, / il cui pregar per grazia al cielo arriva: / e i magnanimi duci a Dio più cari / offrono argento ed auro, / Sacro tesauro a’ tuoi devoti altari.
Quinci di ricchi doni intorno splende / E di spoglie ritolte a morte avara / il tempio, e di trofei del vinto Inferno. / Gregorio ancor più adorno e bello il rende, / mentre la sua virtute in ciel prepara / alla sua gloria eterna un seggio eterno: / Gregorio, a cui già diè l’alto governo / della nave ch’ ei regge, / e delle fide gregge, / e le chiavi del cielo il Re superno; / Gregorio e buono e grande e saggio e santo, / qual vide antica Roma / colla gran soma già del grave manto.
Enna che vaneggia ed erra, / r prendi in grado le cangiate rime: / e non sdegnare, ove talor t’onori / il tardo stile, ch’io nel cor t’adori, / perch’ oda in altri modi / le tue divine. lodi, / e d’angelici spirti i santi onori; / né manchi il suon, come agli accenti nostri, / all’eterna armonia / In dir María negli stellanti chiostri.
Vergine, se con labbra ancora immonde, / e di mele e d’assenzio infuse e sparse, / di lodare il tuo nome indegno io sono, / di canto in vece il pianto io chiedo e l’onde / dell’ amorose lagrime non scarse, / caro della tua grazia e santo dono, / che sovente impetrò pace e perdono. / Vagliami lagrimando  / quel ch’ io sperai cantando; / vagliami de’ lamenti il mesto suono: / vedi che fra’ peccati egro rimango, / qual destrier che si volve / nell’ alta polve o nel tenace fango.
O Regina del ciel, vergine e madre, / col mio pianto mi purga , sì ch’ io per te risurga / dal fondo di mie colpe oscure ed agre, / e saglia ove tua gloria alfin rimiri / d’esto limo terreno / su nel sereno de lucenti giri.

## Traduction de 1862 par Edmond Lafond
La dernière traduction du chant connue remonte à la deuxième moitié du XIX°siècle avec la traduction d'Edmond Lafond. Elle n'a certe pas la fluidité et la grâce du Tasse mais a le mérite d'en donner une petite idée.
Au milieu des hasards de cette mer du monde / Qui roule nos destins et nos cœurs dans ses flots, / Étoile de la mer, tu resplendis sur l’onde / Comme un signe d’espoir aux yeux des matelots.
Tu vois quelle affreuse tempête / Vient de s’abattre sur ma tête, / M’offrant la folie ou la mort ;  / Tu vois, de pêchés surchargée, / Ma barque à demi submergée / Prends pitié de mon triste sort ; / Luis pour moi, secourable Étoile, / Et dirige à la fin ma voile / Dans les eaux du céleste port.
Que ta douce lueur en route m’accompagne / Qu’elle ouvre à mes regard un plus pur horizon, / Et conduise mes pas vers la sainte montagne / Qui garde ton image et ton humble Maison ;
Le marbre avec l’or enveloppe / Cette demeure, où notre Europe / Surpassa l’art de l’Orient ; Mais quand vers ce lieu saint je monte, / Chargé de regrets et de honte, / Mon pas est lourd et chancelant. / Ô larmes de la pénitence, /Puisse votre humble repentance / M’alléger ce fardeau pesant !
Oui j’abats dans mon cœur ce monument impie, / Où j’avais entassé l’Olympe sur l’Ossa, / Babil de volupté, d’orgueil et de folie / Que contre le Seigneur ma jeunesse dressa.
Et plus j’avance et plus je gagne / Le haut de la sainte montagne, / Plus j’éprouve aussi par degré, / Que mon âme si bas tombée, / Sous le poids du pêché courbée, / Prend un élan plus assuré,
Se relève à ses yeux, sépare / Et semble grandir, à mesure / Que je gravis ce mont sacré.
Vierge, c’est donc ici que la troupe angélique / Déposa ta demeure en traversant les mers, / Des murs de Nazareth jusqu’à l’Adriatique / Voyage merveilleux accompli dans les airs.
O montagne trois fois sacrée, / Par un tel dépôt honorée, / Béni le jour qui t’apporta ! / Tremblant, je m’incline et je pleure / Devant cette pauvre demeure / Où le grand miracle éclata,
Où l’ange apparut à Marie, / Où le Sauveur cacha sa vie / Jusqu’au grand jour du Golgotha !
Antiques pèlerins qui charmiez nos oreilles / Du récit fabuleux de vos courses sans fin, / Et traversiez les flots pour voir les sept merveilles, / Ce prodige est pour nous plus sûr et plus divin.
Au bout de mon pèlerinage / J’admire mon précieux gage, / Ces murs de mes yeux je les vois, / Ces murs de mes mains je les touche, / Et je les baise de ma bouche / Et je les chante avec ma voix,
Demeure où rien d’humain ne reste / Et dont la pauvreté céleste / Fait pâlir les palais des rois.
Tous les arts réunis avec l’architecture / Ornèrent à l’envi, cet humble monument  / Des montagnes de marbre et des flots de sculpture / De la pauvre maison sont le revêtement.
Devant ce temple magnifique / Les chefs-d’oeuvre de l’art antique / Ne semblent plus rien à nos yeux ; / Pour nous quel plus sublime ouvrage / Que cette radieuse image,
Amour des cœurs religieux, / Où le sculpteur évangélique traça le profil angélique  / De l’auguste Reine des cieux.
Et de la Dalmatie aux bords lointains du Tage, / Des mers de l’Orient aux rivages du Nord, / Voici de siècle en siècle un long pèlerinage / De malades guéris triomphant de la mort :
Foule grossissante qui prie / Devant ton autel, ô Marie, / Chacun t’accable de présents : / Les pauvres t’offrent leurs souffrances, / Les affligés leurs espérances, / Les poètes leurs plus beaux chants, / Les souverains, comme les Mages, / Viennent t’y rendre leurs hommages, / Portant l’or, la myrrhe et l’encens !
L’auguste basilique est encore triomphante / Du combat qui lui fit ses plus beaux ornements, / Quand, vainqueurs de l’Enfer, les héros de Lépante / À la voûte ont pendules drapeaux musulmans.
Et maintenant voici Grégoire / Qui donne une nouvelle gloire / Aux murs de ce temple immortel,
Grégoire au front de qui rayonne / L’éclat de la triple couronne, / Grégoire, vice-roi du ciel ; / Réjouis-toi, ma vieille Rome, / De voir aux mains de ce grand homme / Les clefs du royaume éternel.
Et toi, qui vois toujours sur le mont de Lorette / Ta gloire proclamée et ton nom vénéré, / Vierge, ramène à Dieu l’infortuné poète / En de profanes chants trop longtemps égaré. / O reine des esprits sublimes / Tu ne dédaignes point mes rimes
Ni ces élans d’un cœur pieux ; / Mais que sont nos vaines louanges / Auprès du cœur sacré des anges / Dans son éclat mélodieux, / Auprès de l’ardente harmonie Qui chante le nom de Marie / Et sa gloire au plus haut des cieux !
Une autre traduction récente, semble-t-il, en est donnée sur le site suivant :